# Títulos do Coritiba Foot Ball Club

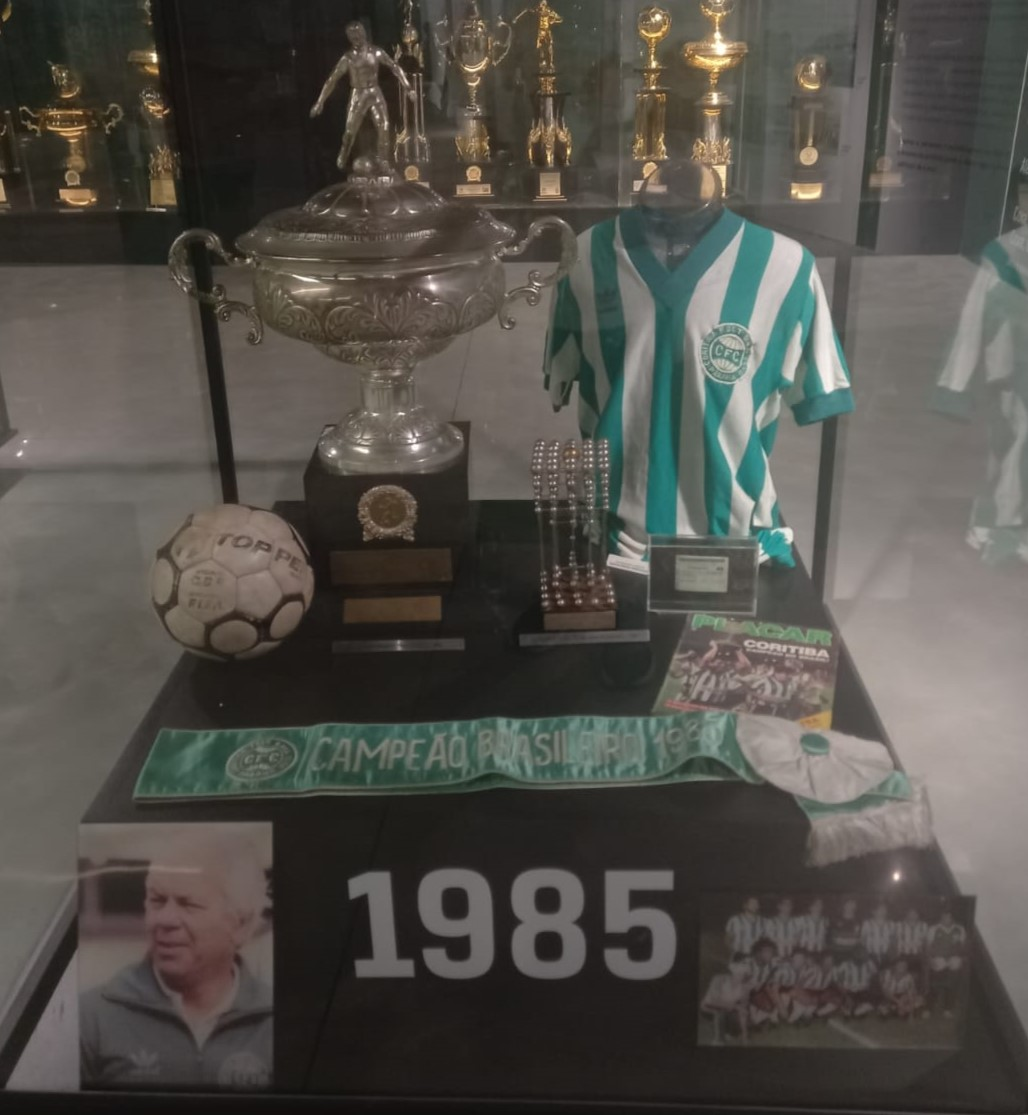
Troféu do Campeonato Brasileiro de 1985, exposto no museu do clube.

Abaixo uma lista com todos os títulos internacionais, nacionais, interestaduais, estaduais e municipais relacionados ao Coritiba Foot Ball Club, no futebol profissional e categorias de base bem como em outras diversas modalidades como, Basquetebol, Esportes eletrônicos, Fut7, Futebol Americano, Futsal, Tiro desportivo e Carnaval.
Destaca-se o título no Campeonato Brasileiro de 1985, o primeiro de um clube paranaense e o Torneio do Povo de 1973, o primeiro título nacional de um clube do sul do brasil, além de ser o maior vencedor no Campeonato Paranaense com 39 conquistas.
Também possui notoriedade no futebol americano através da parceria com o Coritiba Crocodiles, que possui um tricampeonato brasileiro além de doze títulos do Campeonato Paranaense da modalidade, feito que o torna o recordista em ambas as competições.

## Futebol
Campeão invicto

  Campeão vencendo os dois turnos
| HONRARIAS               | HONRARIAS                                | HONRARIAS         | HONRARIAS |
|                         | Honra                                    | Títulos           | Temporadas |
| ----------------------- | ---------------------------------------- | ----------------- | --- |
|                         | Recorde mundial de vitórias consecutivas | 1                 | 2011 a 2015 |
|                         | Placa de Homenagem ao Centenário         | 1                 | 2009 |
|                         | Fita Azul Internacional                  | 1                 | 1972 |
|                         | Campeão Paranaense do Século XX          | 1                 | 1916–2000(1) |
| NACIONAIS               |                                          |                   | |
|                         | Competição                               | Títulos           | Temporadas |
|                         | Campeonato Brasileiro                    | 1                 | 1985 |
|                         | Campeonato Brasileiro - Série B          | 2                 | 2007 e 2010 |
| EXTRAOFICIAL            |                                          |                   | |
|                         | Competição                               | Títulos           | Temporadas |
|                         | Torneio do Povo                          | 1                 | 1973(2) |
| ESTADUAIS               |                                          |                   | |
|                         | Competição                               | Títulos           | Temporadas |
|                         | Campeonato Paranaense                    | 39                | 1916, 1927, 1931, 1933, 1935, 1939, 1941, 1942, 1946, 1947, 1951, 1952, 1954, 1956, 1957, 1959, 1960, 1968, 1969, 1971, 1972, 1973, 1974, 1975, 1976, 1978, 1979, 1986, 1989, 1999, 2003, 2004, 2008, 2010, 2011, 2012, 2013, 2017 e 2022 |
|                         | Liga APSA                                | 1                 | 1916(3) |
| TURNOS DO ESTADUAL      |                                          |                   | |
|                         | Competição                               | Títulos           | Temporadas |
|                         | 1º Turno do Campeonato Paranaense        | 10                | 1942, 1943, 1954, 1956, 1957, 1976, 1983, 1984, 2011 e 2013 |
|                         | 2º Turno do Campeonato Paranaense        | 7                 | 1941, 1945, 1975, 1976, 1986, 2011 e 2012 |
|                         | 3º Turno do Campeonato Paranaense        | 2                 | 1974 e 1979 |
|                         | Campeonato Paranaense - Zona Sul         | 3                 | 1959, 1960 e 1962 |
|                         | Taça Dionísio Filho                      | 1                 | 2018 |
| MUNICIPAIS              |                                          |                   | |
|                         | Competição                               | Títulos           | Temporadas |
|                         | Liga Curitibana                          | 5                 | 1931, 1933, 1935, 1939 e 1941 |
| Taça Cidade de Curitiba | 3                                        | 1945, 1976 e 1978 | |

### Outras conquistas
| INTERNACIONAIS                         | INTERNACIONAIS                             | INTERNACIONAIS | INTERNACIONAIS                                                    |
|                                        | Competição                                 | Títulos        | Temporadas                                                        |
| -------------------------------------- | ------------------------------------------ | -------------- | ----------------------------------------------------------------- |
| Brasil · Espanha                       | Taça Antonio Bau Uruios                    | 1              | 1967                                                              |
|                                        | Torneio Internacional de Verão de Curitiba | 3              | 1968, 1970 e 1971                                                 |
| França                                 | Taça Pierre Colon                          | 1              | 1969                                                              |
| Argélia · Marrocos                     | Torneio Argélia-Marrocos                   | 1              | 1972                                                              |
| Costa do Marfim                        | Taça Akwaba                                | 1              | 1983                                                              |
| NACIONAIS                              |                                            |                |                                                                   |
|                                        | Competição                                 | Títulos        | Temporadas                                                        |
| Brasil                                 | Festival Brasileiro                        | 1              | 1997                                                              |
| INTERESTADUAIS                         |                                            |                |                                                                   |
|                                        | Competição                                 | Títulos        | Temporadas                                                        |
| Santa Catarina · Paraná                | Taça Dr. Aderbal Ramos da Silva            | 1              | 1942                                                              |
| Paraná · Bahia                         | Torneio Paraná-Bahia                       | 1              | 1953                                                              |
| Paraná · São Paulo                     | Torneio Paraná-São Paulo                   | 1              | 1954                                                              |
| Goiás · Paraná                         | Torneio Quadrangular de Goiânia            | 1              | 1975                                                              |
| Paraná · Minas Gerais · Rio de Janeiro | Torneio Quadrangular do Trabalhador        | 1              | 1981                                                              |
| Paraná · Rio de Janeiro                | Torneio Maurício Fruet                     | 1              | 1985                                                              |
| ESTADUAIS                              |                                            |                |                                                                   |
|                                        | Competição                                 | Títulos        | Temporadas                                                        |
| Paraná                                 | Troféu Guampa                              | 1              | 1915(4)                                                           |
| Paraná                                 | Torneio Início do Paraná                   | 11             | 1917, 1920, 1921, 1930, 1932, 1939, 1941, 1942, 1951, 1952 e 1957 |
| Paraná                                 | Torneio Centro de Cronistas Esportivos     | 1              | 1932                                                              |
| Paraná                                 | Torneio Imprensa                           | 1              | 1943                                                              |
| Paraná                                 | Torneio Getúlio Vargas                     | 1              | 1944                                                              |
| Paraná                                 | Torneio Nova Constituinte                  | 1              | 1946                                                              |
| Paraná                                 | Copa Foz do Iguaçu - Troféu 100 Anos       | 1              | 2014                                                              |
| MUNICIPAIS                             |                                            |                |                                                                   |
|                                        | Competição                                 | Títulos        | Temporadas                                                        |
|                                        | Torneio Encerramento                       | 1              | 1918                                                              |
|                                        | Torneio da Cruz Vermelha                   | 1              | 1920                                                              |
|                                        | Torneio Tiradentes                         | 1              | 1921                                                              |
|                                        | Torneio Festival Esportivo do América-PR   | 1              | 1922                                                              |
|                                        | Taça Fox                                   | 1              | 1927                                                              |
|                                        | Taça Leon Israel                           | 1              | 1930                                                              |
|                                        | Festival do Guarany SC                     | 1              | 1931                                                              |
|                                        | Festival do Coritiba                       | 1              | 1932                                                              |
|                                        | Festival do Palestra Itália                | 1              | 1932                                                              |
|                                        | Taça Concórdia                             | 1              | 1933                                                              |
|                                        | Torneio Arthur Friedenreich                | 1              | 1934                                                              |
|                                        | Torneio Extra                              | 2              | 1934 e 1945                                                       |
|                                        | Festival da FPD                            | 2              | 1936 e 1938                                                       |
|                                        | Festival do Britania                       | 1              | 1939                                                              |
|                                        | Torneio Relâmpago                          | 1              | 1943                                                              |
|                                        | Torneio Noturno                            | 1              | 1943                                                              |
|                                        | Taça Dr. Felizardo Gomes da Costa          | 1              | 1946                                                              |
|                                        | Festival Esportivo do Água Verde           | 1              | 1953                                                              |

### Categorias de base
| HONRARIAS      | HONRARIAS                                 | HONRARIAS | HONRARIAS |
|                | Honra                                     | Títulos   | Temporadas |
| -------------- | ----------------------------------------- | --------- | --- |
|                | Certificado de Clube Formador (CBF)       | 1         | 2013 |
| INTERNACIONAIS |                                           |           | |
|                | Competição                                | Títulos   | Temporadas |
| Estados Unidos | Dallas Cup Sub-19                         | 2         | 2012 e 2015 |
| Itália         | Torneio Gradisca Sub-17                   | 2         | 2013 e 2014 |
| Brasil         | IberCup Sub-17                            | 1         | 2020 |
|                | EFIPAN Sub-13                             | 1         | 2015 |
| NACIONAIS      |                                           |           | |
|                | Competição                                | Títulos   | Temporadas |
| Brasil         | Copa do Brasil Sub-20                     | 1         | 2021 |
| Minas Gerais   | Taça Belo Horizonte Sub-20                | 1         | 2010 |
| Brasil         | Copa Votorantim Sub-15                    | 1         | 2012 |
| Brasil         | Alcans Cup Sub-14                         | 1         | 2024 |
| Brasil         | Campeonato Brasileiro Infantil            | 1         | 1991 |
| INTERESTADUAIS |                                           |           | |
|                | Competição                                | Títulos   | Temporadas |
| Minas Gerais   | Copa BH Tributtarium Sub-17               | 1         | 2019 |
| Santa Catarina | Copa Galo Sub-17                          | 1         | 2022 |
| Santa Catarina | BC Cup Sub-16                             | 1         | 2012 |
| Paraná         | MGF Cup Sub-16                            | 1         | 2021 |
| Paraná         | Copa Caio Júnior Sub-15                   | 1         | 2017 |
| Santa Catarina | Copa Limonta Vitória Grass Sub-15         | 1         | 2024 |
| Santa Catarina | Copa Limonta Sports Sub-15                | 1         | 2022 |
|                | Sul Brasileiro BGPRIME Sub-14             | 1         | 2024 |
| Santa Catarina | Copa Thermas de Itá Sub-13                | 1         | 2008 |
| Santa Catarina | Copa Sul-Americana de Garopaba Sub-11     | 1         | 2017 |
| São Paulo      | Copa Sul-Americana Alta Sorocabana Sub-11 | 1         | 2018 |
| ESTADUAIS      |                                           |           | |
|                | Competição                                | Títulos   | Temporadas |
| Paraná         | Campeonato Paranaense 2º Quadro           | 7         | 1919, 1924, 1927, 1928, 1929, 1930 e 1931 |
| Paraná         | Campeonato Paranaense de Médios           | 7         | 1931, 1933, 1935, 1936, 1937, 1938 e 1939 |
| Paraná         | Campeonato Paranaense de Aspirantes       | 11        | 1946, 1947, 1949, 1950, 1953, 1955, 1957, 1958, 1966, 1994 e 1995                                                                                           |
| Paraná         | Campeonato Paranaense de Juniores Sub-20  | 26        | 1932, 1934, 1935, 1936, 1946, 1947, 1949, 1950, 1952, 1953, 1954, 1955, 1957, 1959, 1960, 1971, 1972, 1973, 1989, 1999, 2003, 2009, 2012, 2013, 2022 e 2023 |
| Paraná         | Campeonato Paranaense de Juniores Sub-19  | 6         | 1989, 1999, 2003, 2009, 2012 e 2018 |
| Paraná         | Campeonato Paranaense de Juniores Sub-18  | 1         | 2013 |
| Paraná         | Campeonato Paranaense de Juvenis Sub-17   | 6         | 1983, 1984, 1992, 1999, 2009 e 2013 |
| Paraná         | Campeonato Paranaense de Juvenis Sub-16   | 1         | 2023 |
| Paraná         | Campeonato Paranaense Infantil Sub-15     | 6         | 2010, 2012, 2016, 2018, 2023 e 2025 |
| Paraná         | Campeonato Paranaense Mirim Sub-14        | 2         | 2008 e 2023 |
| Paraná         | Campeonato Paranaense Pré-Mirim Sub-12    | 1         | 2009 |
| Paraná         | Copa FPF (COPA 16) Sub-16                 | 1         | 2019 |
| Paraná         | Copa FPF (COPA 14) Sub-14                 | 1         | 2019 |
| Paraná         | NoroesteCup Sub-11                        | 1         | 2023 |
| Paraná         | Copa Federação de Base Sub-9              | 1         | 2025 |
| MUNICIPAIS     |                                           |           | |
|                | Competição                                | Títulos   | Temporadas |
|                | Copa Tribuna (Juvenil / Juniores)         | 13        | 1959, 1960, 1963, 1966, 1970, 1972, 1973, 1974, 1976, 1979, 1980, 1981 e 1995                                                                               |
|                | Copa Albenir Amatuzzi Sub-20              | 1         | 1993 |
|                | Life Cup Sub-18                           | 1         | 2021 |
|                | Campeonato Metropolitano Sub-17           | 3         | 1980, 2000 e 2002 |
|                | Copa Coritiba Sub-16                      | 1         | 2015 |
|                | Life Cup Sub-16                           | 2         | 2021 e 2022 |
|                | Campeonato Metropolitano Sub-15           | 1         | 2008 |
|                | Campeonato Metropolitano Sub-14           | 2         | 2009 e 2010 |
|                | Copa Coritiba Sub-14                      | 1         | 2015 |
|                | Life Cup Sub-14                           | 1         | 2021 |
|                | Campeonato Metropolitano Sub-13           | 5         | 2012, 2013, 2014, 2015 e 2016 |
|                | Taça Curitiba Sub-13                      | 1         | 2023 |
|                | Copa Curitiba Sub-13                      | 1         | 2012 |
|                | Taça Curitiba Sub-12                      | 1         | 2022 |
|                | Campeonato Metropolitano Sub-12           | 1         | 2008 |
|                | Campeonato Metropolitano Sub-11           | 3         | 2012, 2013 e 2015 |
|                | Copa Curitiba Sub-11                      | 1         | 2012 |
|                | Taça Curitiba Sub-11                      | 2         | 2018 e 2024 |
|                | Copa CWB Sub-9                            | 1         | 2019 |

## Outros esportes

### Basquetebol
| ESTADUAIS          | ESTADUAIS                    | ESTADUAIS | ESTADUAIS                                            |
|                    | Competição                   | Títulos   | Temporadas                                           |
| ------------------ | ---------------------------- | --------- | ---------------------------------------------------- |
| Paraná             | Campeonato Paranaense        | 2         | 1944 e 1945                                          |
| Paraná             | Campeonato Metropolitano     | 9         | 1930, 1931, 1932, 1935, 1936, 1937, 1940,1944 e 2019 |
| Paraná             | Super Torneio 3x3            | 1         | 2022                                                 |
| CATEGORIAS DE BASE |                              |           |                                                      |
|                    | Competição                   | Títulos   | Temporadas                                           |
| Paraná             | Campeonato Paranaense Sub-22 | 1         | 2022                                                 |
| Paraná             | Campeonato Paranaense Sub-19 | 1         | 2019                                                 |

### Esporte eletrônico
| CONTINENTAIS | CONTINENTAIS                                 | CONTINENTAIS | CONTINENTAIS |
|              | Competição                                   | Títulos      | Temporadas   |
| ------------ | -------------------------------------------- | ------------ | ------------ |
|              | Dota Pro Circuit - Tour 3: Division II       | 1            | 2021-22      |
|              | Apex Legends Split 2 - Challenger Circuit #2 | 1            | 2023         |

### Fut7
| HONRARIAS    | HONRARIAS                 | HONRARIAS | HONRARIAS               |
|              | Honra                     | Títulos   | Temporadas              |
| ------------ | ------------------------- | --------- | ----------------------- |
|              | Tríplice Coroa            | 2         | 2018 e 2019             |
| CONTINENTAIS |                           |           |                         |
|              | Competição                | Títulos   | Temporadas              |
|              | Liga das Américas         | 2         | 2018 e 2019             |
| ESTADUAIS    |                           |           |                         |
|              | Competição                | Títulos   | Temporadas              |
| Paraná       | Taça Governador do Paraná | 3         | 2018, 2021 e 2022       |
| Paraná       | Taça Federação            | 1         | 2015                    |
| Paraná       | Taça Curitiba             | 4         | 2016, 2017, 2018 e 2019 |
| MUNICIPAIS   |                           |           |                         |
|              | Competição                | Títulos   | Temporadas              |
|              | Campeonato Metropolitano  | 1         | 2021                    |
|              | Taça Trio de Ferro        | 1         | 2019                    |

### Futebol Americano
| HONRARIAS          | HONRARIAS                              | HONRARIAS | HONRARIAS                                                               |
|                    | Honra                                  | Títulos   | Temporadas                                                              |
| ------------------ | -------------------------------------- | --------- | ----------------------------------------------------------------------- |
|                    | Tríplice Coroa                         | 4         | 2010, 2011, 2013 e 2014                                                 |
| NACIONAIS          |                                        |           |                                                                         |
|                    | Competição                             | Títulos   | Temporadas                                                              |
| Brasil             | Campeonato Brasileiro                  | 3         | 2013, 2014 e 2022                                                       |
| Brasil             | Liga Brasileira - Divisão Azul         | 2         | 2010 e 2011                                                             |
| REGIONAIS          |                                        |           |                                                                         |
|                    | Competição                             | Títulos   | Temporadas                                                              |
|                    | Superliga Centro-Sul                   | 2         | 2014 e 2015                                                             |
|                    | Conferência Sul                        | 5         | 2010, 2011, 2012, 2013 e 2017                                           |
|                    | Torneio Touchdown - Divisão Sul        | 1         | 2009                                                                    |
|                    | Copa Sul de Flag Football              | 1         | 2023                                                                    |
| ESTADUAIS          |                                        |           |                                                                         |
|                    | Competição                             | Títulos   | Temporadas                                                              |
| Paraná             | Campeonato Paranaense                  | 12        | 2009, 2010, 2011, 2012, 2013, 2014, 2015, 2018, 2022, 2023, 2024 e 2025 |
| Paraná             | Campeonato Paranaense de Flag Football | 1         | 2024                                                                    |
| CATEGORIAS DE BASE |                                        |           |                                                                         |
|                    | Competição                             | Títulos   | Temporadas                                                              |
| Brasil             | Campeonato Brasileiro Sub-20           | 1         | 2022                                                                    |

### Futsal

#### Masculino
| ADULTO                                      | ADULTO                                        | ADULTO  | ADULTO                                                                  |
|                                             | Competição                                    | Títulos | Temporadas                                                              |
| ------------------------------------------- | --------------------------------------------- | ------- | ----------------------------------------------------------------------- |
|                                             | Torneio Internacional de São José dos Pinhais | 1       | 2013                                                                    |
|                                             | Curitiba International Cup                    | 2       | 2006 e 2007                                                             |
|                                             | Campeonato Metropolitano                      | 1       | 2015                                                                    |
| Paraná                                      | Campeonato Geral Paranaense                   | 4       | 2002, 2004, 2006 e 2007                                                 |
|                                             | Campeonato Geral Metropolitano                | 4       | 2004, 2005, 2008 e 2014                                                 |
|                                             | Campeonato Geral Metropolitano (SP)           | 3       | 2006, 2008 e 2009                                                       |
| SUB-20 (Juniores)                           |                                               |         |                                                                         |
|                                             | Competição                                    | Títulos | Temporadas                                                              |
|                                             | Campeonato Metropolitano Sub-20               | 1       | 2005                                                                    |
| SUB-17 (Juvenil)                            |                                               |         |                                                                         |
|                                             | Competição                                    | Títulos | Temporadas                                                              |
|                                             | Campeonato Metropolitano Sub-17               | 5       | 2003, 2004, 2005, 2013 e 2014                                           |
|                                             | Campeonato Metropolitano Sub-17 (SP)          | 1       | 2005                                                                    |
| SUB-15 (Infantil)                           |                                               |         |                                                                         |
|                                             | Competição                                    | Títulos | Temporadas                                                              |
| Paraná                                      | Taça Paraná: Campeonato Paranaense Sub-15     | 3       | 2003, 2005 e 2007                                                       |
|                                             | Taça Curitiba Sub-15                          | 5       | 2002, 2003, 2004, 2011 e 2013                                           |
|                                             | Campeonato Metropolitano Sub-15               | 4       | 2001, 2003, 2005 e 2007                                                 |
|                                             | Campeonato Metropolitano Sub-15 (SP)          | 1       | 2009                                                                    |
| SUB-13 (Mirim)                              |                                               |         |                                                                         |
|                                             | Competição                                    | Títulos | Temporadas                                                              |
| Paraná · Santa Catarina · Rio Grande do Sul | Campeonato Sul-Brasileiro Sub-13              | 1       | 2003                                                                    |
| Paraná · Santa Catarina · Rio Grande do Sul | Copa Sul-Brasileira Sub-13                    | 1       | 2005                                                                    |
| Paraná                                      | Taça Paraná: Campeonato Paranaense Sub-13     | 6       | 2005, 2002, 2005, 2006, 2010 e 2012                                     |
|                                             | Taça Curitiba Sub-13                          | 12      | 2001, 2003, 2004, 2005, 2006, 2007, 2008, 2010, 2011, 2012, 2013 e 2014 |
|                                             | Campeonato Metropolitano Sub-13               | 9       | 2001, 2003, 2005, 2006, 2008, 2010, 2011, 2012 e 2014                   |
|                                             | Campeonato Metropolitano Sub-13 (SP)          | 3       | 2005, 2006 e 2009                                                       |
|                                             | Torneio Estadual de Maringá Sub-13            | 1       | 2009                                                                    |
| Paraná                                      | Copa CERC Sub-13                              | 1       | 2009                                                                    |
|                                             | Copa Curitibano/Penalty Sub-13                | 1       | 2004                                                                    |
| Paraná                                      | Copa Positivo Sub-13                          | 1       | 2006                                                                    |
|                                             | Copa Tribuna de Futebol Society Sub-13        | 1       | 2007                                                                    |
|                                             | Jogos Mirins de Curitiba                      | 1       | 2009                                                                    |
| SUB-11 (Pré-Mirim)                          |                                               |         |                                                                         |
|                                             | Competição                                    | Títulos | Temporadas                                                              |
| Brasil                                      | Torneio Brasileirinho Sub-11                  | 1       | 2004                                                                    |
| Paraná · Santa Catarina · Rio Grande do Sul | Campeonato Sul-Brasileiro Sub-11              | 1       | 2003                                                                    |
| Paraná                                      | Taça Paraná: Campeonato Paranaense Sub-11     | 6       | 2002, 2005, 2007, 2009, 2012 e 2014                                     |
|                                             | Taça Curitiba Sub-11                          | 6       | 2002, 2004, 2006, 2007, 2009 e 2014                                     |
|                                             | Campeonato Metropolitano Sub-11               | 4       | 2004, 2006, 2007 e 2014                                                 |
|                                             | Campeonato Metropolitano Sub-11 (SP)          | 4       | 2005, 2006, 2008 e 2009                                                 |
|                                             | Torneio Estadual de Maringá Sub-11            | 1       | 2007                                                                    |
| Paraná                                      | Superliga das Escolas do Paraná Sub-11        | 1       | 2018                                                                    |
|                                             | Taça de Clubes Sub-11                         | 1       | 2019                                                                    |
| Paraná                                      | Copa CERC Sub-11                              | 1       | 2009                                                                    |
|                                             | Copa Curitibano/Penalty Sub-11                | 1       | 2004                                                                    |
| Paraná                                      | Copa Positivo Sub-11                          | 1       | 2006                                                                    |
|                                             | Copa Tribuna de Futebol Society Sub-11        | 1       | 2007                                                                    |
|                                             | Copa da Criança de Futebol Society Sub-11     | 1       | 2008                                                                    |
| SUB-9 (Fraldinha)                           |                                               |         |                                                                         |
|                                             | Competição                                    | Títulos | Temporadas                                                              |
| Brasil                                      | Torneio Brasileirinho Sub-9                   | 1       | 2004                                                                    |
| Paraná · Santa Catarina · Rio Grande do Sul | Campeonato Sul-Brasileiro Sub-9               | 1       | 2003                                                                    |
| Paraná · Santa Catarina · Rio Grande do Sul | Copa Sul-Brasileira Sub-9                     | 1       | 2008                                                                    |
| Paraná                                      | Taça Paraná: Campeonato Paranaense Sub-9      | 4       | 2004, 2006, 2007 e 2010                                                 |
|                                             | Taça Curitiba Sub-9                           | 5       | 2003, 2005, 2006, 2008 e 2010                                           |
|                                             | Campeonato Metropolitano Sub-9                | 2       | 2004 e 2007                                                             |
|                                             | Campeonato Metropolitano Sub-9 (SP)           | 2       | 2006 e 2009                                                             |
|                                             | Torneio Estadual de Maringá Sub-9             | 1       | 2007                                                                    |
| Paraná                                      | Copa CERC Sub-9                               | 1       | 2009                                                                    |
| Paraná                                      | Grand Prix Sub-9                              | 1       | 2006                                                                    |
| Paraná                                      | Supercopa de Futsal Sub-9                     | 1       | 2005                                                                    |
|                                             | Copa Curitibano/Penalty Sub-9                 | 1       | 2004                                                                    |
|                                             | Copa Kagiva Interestadual Sub-9               | 1       | 2011                                                                    |
| Paraná                                      | Copa GEL Sub-9                                | 1       | 2008                                                                    |
|                                             | Copa Tribuna de Futebol Society Sub-9         | 1       | 2007                                                                    |
|                                             | Copa da Criança de Futebol Society Sub-9      | 1       | 2008                                                                    |
| SUB-7 (Mamadeira)                           |                                               |         |                                                                         |
|                                             | Competição                                    | Títulos | Temporadas                                                              |
| Brasil                                      | Torneio Brasileirinho Sub-7                   | 1       | 2004                                                                    |
| Paraná                                      | Taça Paraná: Campeonato Paranaense Sub-7      | 4       | 2004, 2005, 2007 e 2008                                                 |
|                                             | Taça Curitiba Sub-7                           | 1       | 2005                                                                    |
|                                             | Campeonato Metropolitano Sub-7                | 4       | 2004, 2005, 2007 e 2008                                                 |
|                                             | Torneio Início Camp. Metropolitano Sub-7      | 1       | 2018                                                                    |
| Paraná                                      | Copa CERC Sub-7                               | 1       | 2009                                                                    |
|                                             | Copa Tribuna de Futebol Society Sub-7         | 1       | 2007                                                                    |
|                                             | Copa da Criança de Futebol Society Sub-7      | 1       | 2008                                                                    |

#### Feminino
| ADULTO                                      | ADULTO                                    | ADULTO  | ADULTO                  |
|                                             | Competição                                | Títulos | Temporadas              |
| ------------------------------------------- | ----------------------------------------- | ------- | ----------------------- |
|                                             | Curitiba International Cup                | 4       | 2004, 2005, 2006 e 2007 |
|                                             | Campeonato Metropolitano                  | 1       | 2006                    |
|                                             | Copa Pinhais de Futsal                    | 1       | 2006                    |
|                                             | Superliga de Futsal de Piraquara          | 1       | 2007                    |
|                                             | Liga de Campo Largo                       | 1       | 2009                    |
| SUB-20 (Juniores)                           |                                           |         |                         |
|                                             | Competição                                | Títulos | Temporadas              |
| Paraná                                      | Taça Paraná: Campeonato Paranaense Sub-20 | 1       | 2005                    |
|                                             | Taça Curitiba Sub-20                      | 1       | 2011                    |
| Paraná                                      | Campeonato Macrorregional dos JOCOPS      | 1       | 2008                    |
| Paraná                                      | Campeonato Regional dos JOCOPS            | 1       | 2008                    |
| SUB-17 (Juvenil)                            |                                           |         |                         |
|                                             | Competição                                | Títulos | Temporadas              |
| Paraná                                      | Taça Paraná Sub-17                        | 1       | 2014                    |
|                                             | Campeonato Metropolitano Sub-17           | 1       | 2014                    |
|                                             | Campeonato Metropolitano Sub-17 (SP)      | 1       | 2005                    |
|                                             | Torneio Estadual de Maringá Sub-17        | 1       | 2009                    |
| Paraná                                      | Copa CERC Sub-17                          | 1       | 2009                    |
| Paraná                                      | Jogos da Juventude do PR - Fase Regional  | 1       | 2007                    |
| Paraná                                      | Jogos Colegiais do Paraná                 | 1       | 2009                    |
| Paraná                                      | Jogos Colegiais do Paraná - Fase Regional | 1       | 2009                    |
|                                             | Jogos Juvenis de Curitiba                 | 2       | 2008 e 2009             |
|                                             | Copa Escolar Infanto-Juvenil              | 1       | 2009                    |
| SUB-15 (Infantil)                           |                                           |         |                         |
|                                             | Competição                                | Títulos | Temporadas              |
| Brasil                                      | Taça Brasil Sub-15                        | 1       | 2009                    |
| Paraná · Santa Catarina · Rio Grande do Sul | Taça Brasil - Eliminatória Sul Sub-15     | 1       | 2009                    |
| Paraná · Santa Catarina · Rio Grande do Sul | Copa Sul-Brasileira Sub-15                | 1       | 2008                    |
| Paraná                                      | Taça Paraná: Campeonato Paranaense Sub-15 | 3       | 2006, 2009 e 2012       |
|                                             | Campeonato Metropolitano Sub-15           | 1       | 2012                    |
|                                             | Campeonato Metropolitano Sub-15 (SP)      | 1       | 2005                    |
| Paraná                                      | Copa Coca Cola Sub-15                     | 1       | 2012                    |
| Paraná                                      | Campeonato Macrorregional dos JOCOPS      | 1       | 2008                    |
| Paraná                                      | Campeonato Regional dos JOCOPS            | 1       | 2008                    |
|                                             | Jogos Infantis de Curitiba                | 1       | 2009                    |
| SUB-13 (Mirim)                              |                                           |         |                         |
|                                             | Competição                                | Títulos | Temporadas              |
| Paraná                                      | Taça Paraná: Campeonato Paranaense Sub-13 | 2       | 2010 e 2011             |
| Paraná                                      | Copa Bom de Bola                          | 2       | 2007 e 2008             |
|                                             | Jogos Mirins de Curitiba                  | 1       | 2009                    |
| SUB-11 (Pré-Mirim)                          |                                           |         |                         |
|                                             | Competição                                | Títulos | Temporadas              |
|                                             | Copa Paraná Clube Sub-11                  | 1       | 2007                    |
|                                             | Copa Energia Ativa Sub-11                 | 1       | 2007                    |
|                                             | Copa Quadra 7 Sub-11                      | 1       | 2009                    |

(SP): Série Prata

### Tiro desportivo
| ESTADUAIS | ESTADUAIS                                  | ESTADUAIS | ESTADUAIS               |
|           | Competição                                 | Títulos   | Temporadas              |
| --------- | ------------------------------------------ | --------- | ----------------------- |
| Paraná    | Campeonato Paranaense de Carabina Reduzida | 1         | 1931 (Americo Meinicke) |

## Carnaval
| MUNICIPAIS | MUNICIPAIS                            | MUNICIPAIS | MUNICIPAIS                                      |
|            | Competição                            | Títulos    | Temporadas                                      |
| ---------- | ------------------------------------- | ---------- | ----------------------------------------------- |
|            | Carnaval de Curitiba - Grupo Especial | 8          | 1957, 1958, 1959, 1960, 1961, 1963, 1968 e 1969 |